# Corvus macrorhynchos
El cuervo picudo o cuervo de la selva (Corvus macrorhynchos) es una especie de ave paseriforme de la familia Corvidae que vive en el sur y este de Asia.

## Descripción

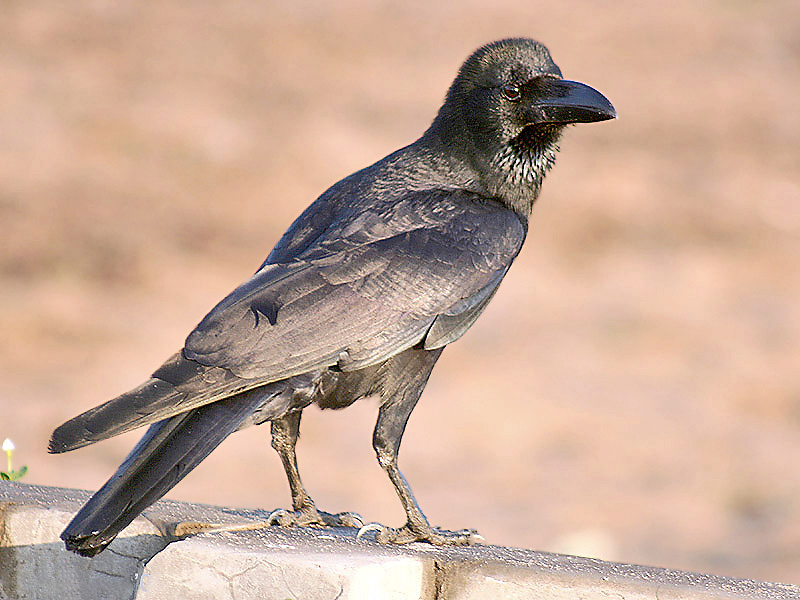
Ejemplar de la India.

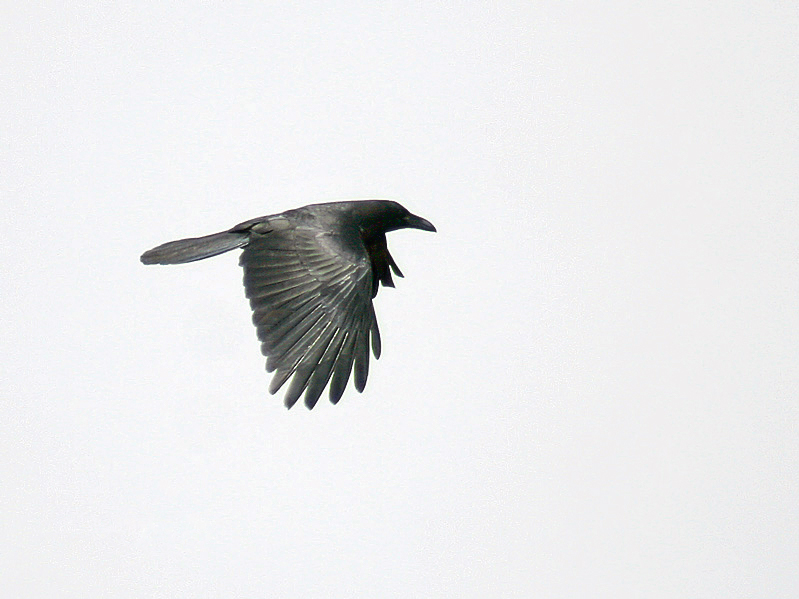
C. m. intermedius en vuelo.

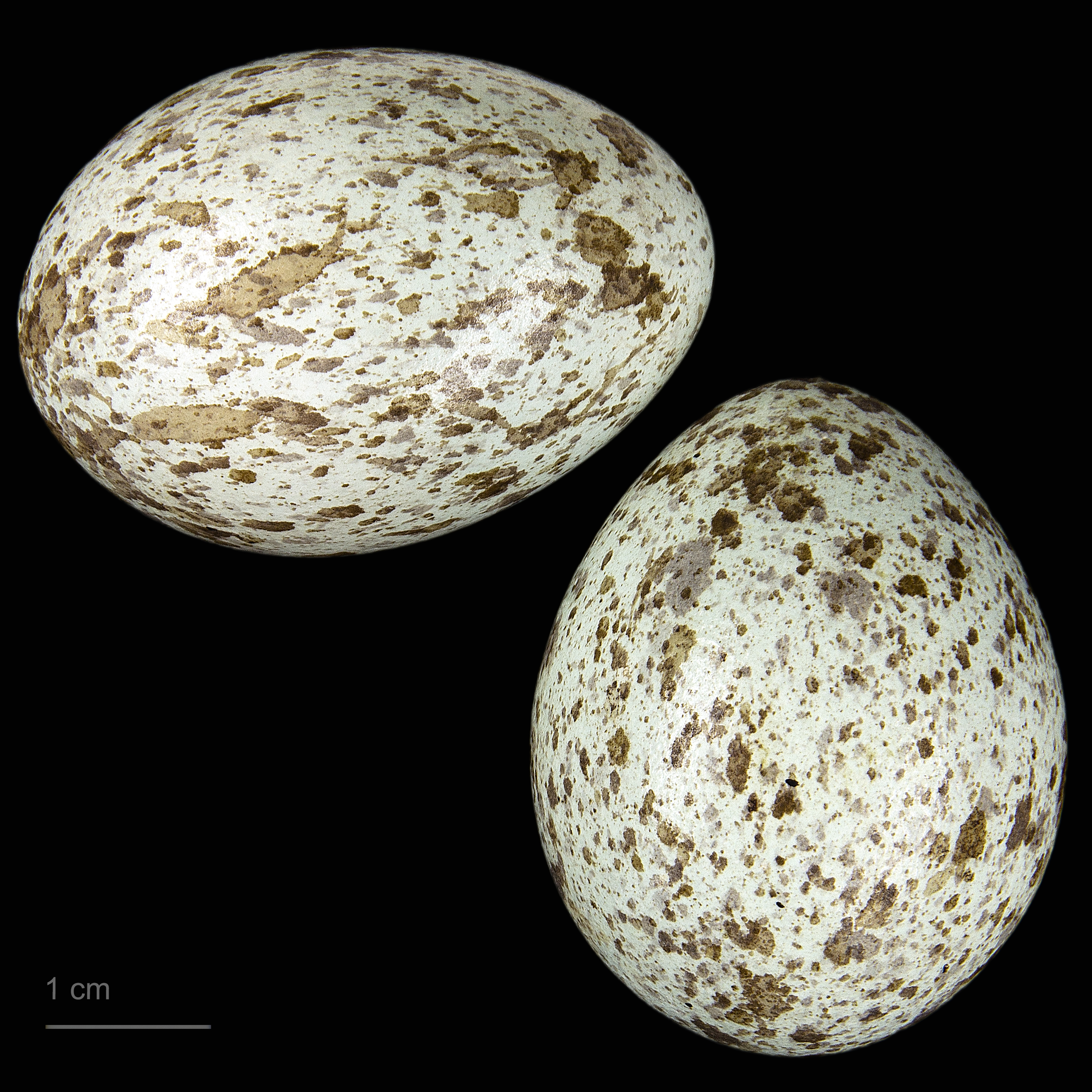
Corvus macrorhynchos - (MHNT)

Los cuervos picudos mide entre 46–59 cm de largo y su tamaño y proporciones corporales varían regionalmente. En el norte, Japón, las Kuriles y la isla de Sajalín son algo mayores que la corneja negra, mientras que las subespecies de las zonas meridionales como la India son algo menores que la corneja. Todas las subespecies tienen el pico relativamente largo con la parte superior bastante ancha y arqueada, de aspecto pesado y parecido al del cuervo común. Generalmente todos tienen el plumaje de color gris oscuro por la parte posterior de la cabeza, cuello, hombros espalda y parte inferior del cuerpo. Mientras que sus alas, cola, cara y garganta son de color negro brillante. La intensidad del gris varía en su área de distribución siendo casi negro en las subespecie de la India.

## Distribución y hábitat
El área de distribución de la especie es amplia y se extiende del noreste de Asia hasta Afganistán y el este de Irán por el oeste, por el sur de Asia y el Sudeste asiático, y las islas menores de la Sonda y Filipinas por el sureste. 
Se encuentra en los bosques, parques y jardines, campos de cultivo con algunos árboles, aunque es un ave que prefiere e campo abierto en el sur de su área de distribución donde no compite con el cuervo común y la corneja negra como en el norte.
En Japón ha colonizado exitosamente las ciudades, donde se nutre de las basuras humanas y utiliza objetos artificiales que encuentra en ellas como material para la plataforma del nido. Debido a esta fuente de alimento ilimitada ha experimentado un gran incremento poblacional y se lo considera una plaga. Los nidos se destruyen (incluidos huevos y polluelos) y los individuos adultos son capturados y gaseados en masa.

## Taxonomía
Se reconocen 11 subespecies, y algunas de ellas se diferencian por sus vocalizaciones, morfología y presentan diferencias genéticas considerables, por lo que se ha especulado sobre si se trata de una sola especie. Las 11 subespecies son:

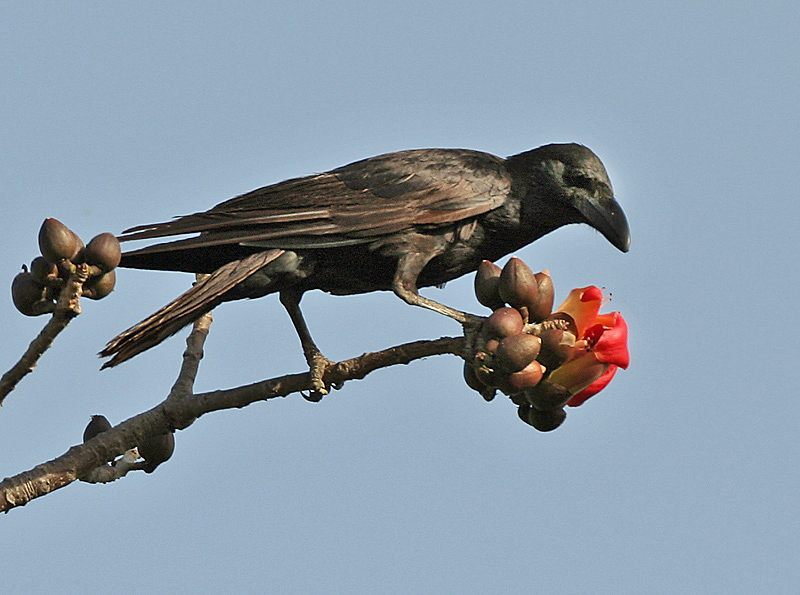
Los cuervos picudos tienen un amplio espectro de alimentos.

- C. m. m. intermedius (Adams, 1859): este de Afganistán, Pakistán, Tíbet y el norte de Nepal.
- C. m. culminatus (Sykes, 1832): India, suroeste de Nepal y Sri Lanka.
- C. m. levaillantii (Lesson, 1831): sureste de Nepal, Bangladés, norte de la India, las islas Andamán, Birmania, Indochina y norte de la península malaya.
- C. m. macrorhynchos (Wagler, 1827): centro y sur de la península malaya y las islas de la Sonda hasta Timor.
- C. m. philippinus (Bonaparte, 1853): islas Filipinas.
- C. m. tibetosinensis (O. Kleinschmidt y Weigold, 1922): Tíbet, Bután, norte de Birmania y extremo sur de China.
- C. m. mandshuricus (Buturlin, 1913): norte de la isla Sajalín, Rusia oriental, Corea y noreste de China.
- C. m. japonensis (Bonaparte, 1850): sur de la isla Sajalín, Kuriles y norte de Japón.
- C. m. connectens (Stresemann, 1916): islas Amami, Oshima y norte de Ryukyu (Japón).
- C. m. osai (Ogawa, 1905): sur de la isla Ryukyu.
- C. m. colonorum (Swinhoe, 1864): centro y sur de China, Taiwán y norte de Indochina.